# Gabrielle Ray
Gabrielle Ray, pseudonimo di Gabrielle Elizabeth Clifford Cook (Stockport, 28 aprile 1883 – Egham, 21 maggio 1973), è stata un'attrice, ballerina e cantante britannica, meglio conosciuta per i suoi ruoli nelle commedie musicali edoardiane.
Ray era considerata una delle attrici più belle sul palcoscenico londinese e divenne una delle donne più fotografate al mondo. Nel primo decennio del XX secolo ebbe una buona carriera nel teatro musicale. Dopo un matrimonio infruttuoso tornò sul palco, ma senza recuperare la fama di che aveva goduto. In seguito lottò con la depressione e trascorse i suoi ultimi 37 anni in un ospedale psichiatrico.

## Biografia
Gabrielle Ray nacque a Cheadle, Stockport, in Inghilterra. Era la quarta figlia di William Austin Cook, un prospero mercante di ferro e giudice di pace per il Cheshire, e di sua moglie Anne Maria Elizabeth nata Holden.

### Inizi della carriera
Conosciuta col soprannome di "Gabs" da parenti e amici, Ray si esibì per la prima volta nel West End di Londra all'età di dieci anni nel ruolo di Eveleen in un musical intitolato Miami, diretto da John Hollingshead al Royal Princess's Theatre . A questo si sono susseguiti diversi ruoli giovanili in una serie di spettacoli a Londra e in tour. L'anno successivo, interpretò un ruolo in A Celebrated Case. Fu anche ballerina del balletto di Blackpool. Al Richmond Theatre dal 1893 interpretò Cupido in Cappuccetto Rosso, Adrienne in Prova e Cissie ne Il re d'argento, tra le altre opere e pantomime. Nel 1899 apparve in Sinbad the Sailor all'Hammersmith Lyric Opera House. Il manager Ben Greet notò le sue abilità di ballo e la ingaggiò per una tournée con la sua compagnia. Con Greet, girò per tre anni nei ruoli di Mamie Clancy in The Belle of New York e Dolly Twinkle in The Casino Girl (1901). Ray era tornato al Lyric nel 1902 per interpretare il personaggio del titolo nella pantomima di Cappuccetto Rosso.

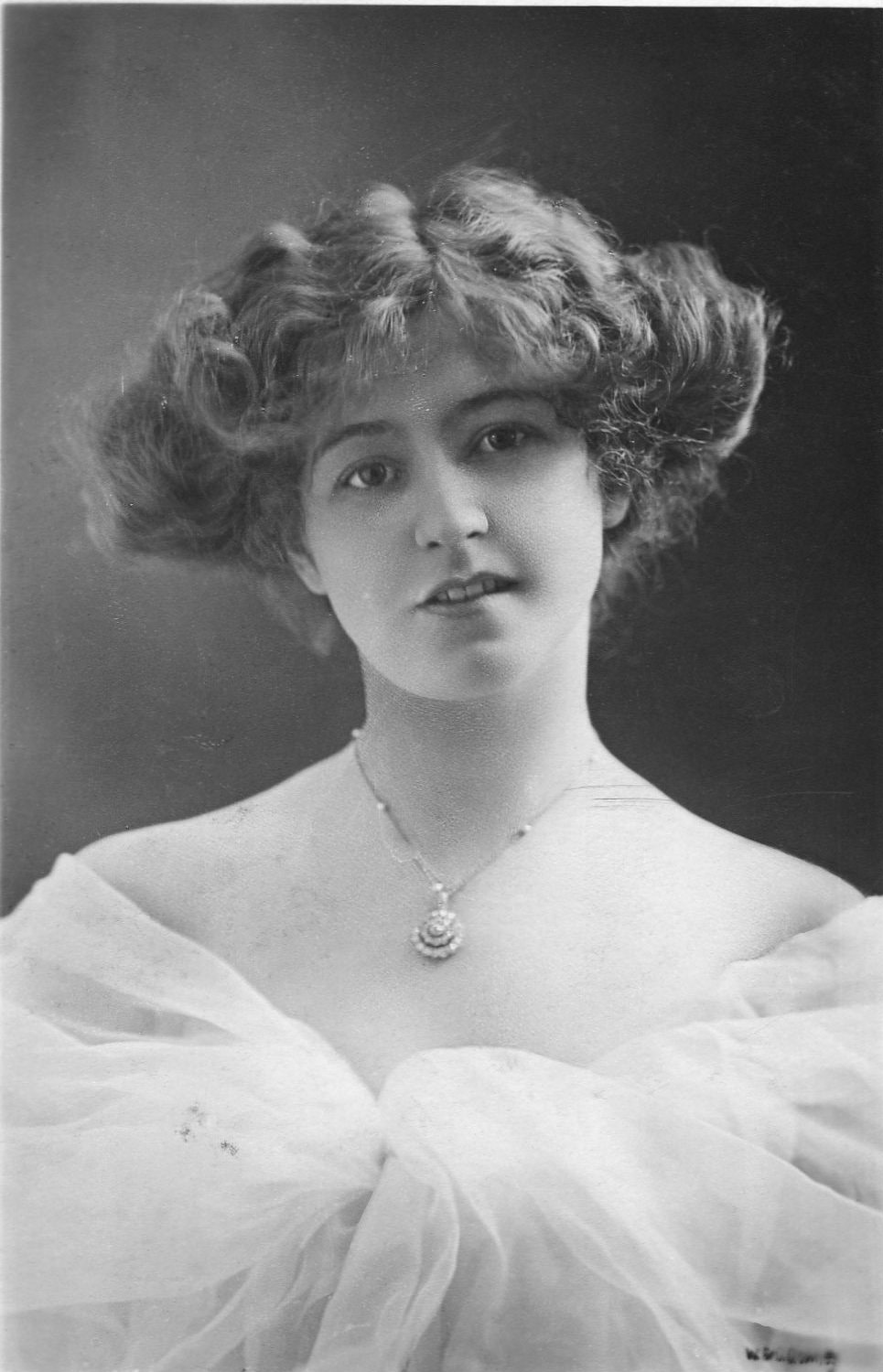
Ray nei primi anni del 1900

Durante il primo decennio del XX secolo, la carriera di Ray era progredita al punto in cui si esibiva nei principali locali del West End e guadagnava attenzione come bellissima giovane ballerina e attrice. La sua fotografia era molto ricercata dalle varie pubblicazioni di settore e dai principali fotografi dell'epoca. Conosciuta in tutta Europa per il suo aspetto, fu ammirata da uomini come Alfred Gwynne Vanderbilt e Re Manuel del Portogallo.
George Edwardes assunse Ray come sostituta di Gertie Millar in The Toreador al Gaiety Theatre di Londra nel 1902, dove ebbe la possibilità di interpretare il ruolo in molte altre occasioni.  Prese poi il posto di Letty Lind in The Girl from Kays all'Apollo Theatre, guadagnandosi pian piano la fama per la sua danza aggraziata e acrobatica. Successivamente si guadagnò una notevole fama interpretando Thisbe nel musical di successo The Orchid (1903), dove ballava in pigiama rosa cantando The Pink Pyjama Girl. Continuò ad apparire nelle produzioni di Edwardes nel 1905 e nel 1906, compresi tre successi al Prince of Wales Theatre: Lady Madcap (1905, in cui eseguì una popolare danza parigina, La Maxixe), Lady Dorothy Congress in The Little Cherub (1906) e So-Hie in See See (1906). Lo stesso anno interpretò inoltre Eglé in The Merveilleuses. Nel 1907 Ray interpretò Frou Frou nell'adattamento di Edwardes de La vedova allegra, che fu replicata per 778 spettacoli al Daly's Theatre. Il numero di ballo di Ray, completo di verticali e calci alti, il tutto eseguito su un tavolo al Maxim's tenuto a testa alta da quattro uomini, è rimasto immortalato. Successivamente recitò come Daisy in The Dollar Princess (1909) da Daly's e come Polly in Peggy (1911) al Gaiety.

### Matrimonio e anni successivi

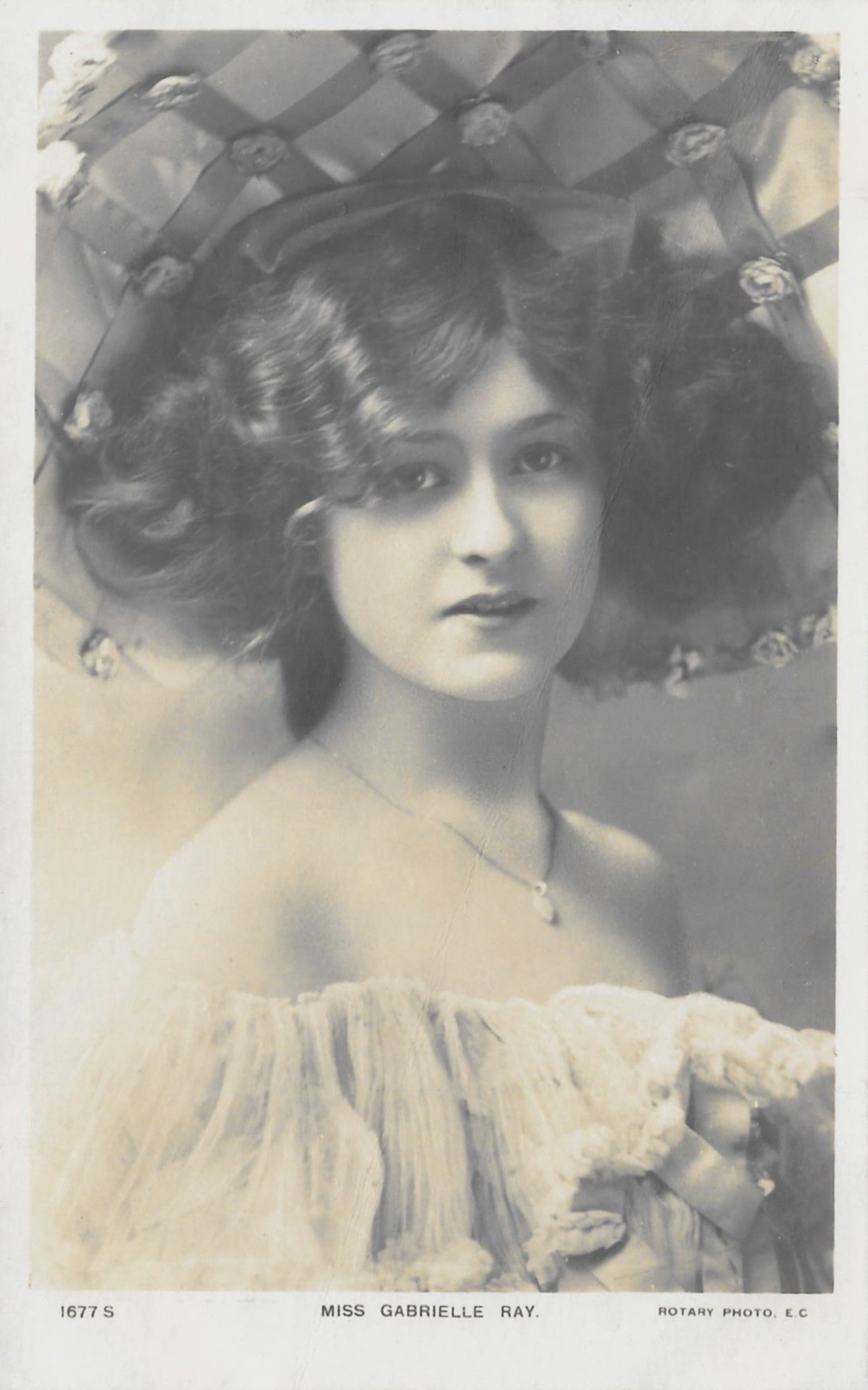
Ray come Dolly Twinkle

Ray annunciò il suo ritiro per sposare il ricco Eric Raymond Loder (1888–1966) all'inizio del 1912 e lasciò la produzione di Peggy. Non si presentò però alla ricca cerimonia nuziale in programma presso la chiesa cattolica romana di St Edwards a Windsor a causa della mancata firma del contratto prematrimoniale che le garantiva la sicurezza finanziaria nei confronti di Loder, ma affermò che si trattava di una svista e il matrimonio ebbe luogo tre giorni dopo. Nel 1913 Loder commise adulterio e abbandonò Ray, ignorando le sue lettere che lo supplicavano di tornare da lei. La cantante presentò istanza di restituzione dei diritti coniugali, ma Loder non rispose all'ordine legale e la coppia divorziò nel 1914.
La rottura matrimoniale fu difficile per Ray, che tuttavia nel 1915 tornò sul palco per interpretare il ruolo di Estelle nel musical Betty al Gaiety Theatre e l'anno successivo apparve nella rivista Flying Colors al London Hippodrome. Queste furono le sue ultime apparizioni al West End, ma nel decennio successivo, apparve occasionalmente in tour di varietà provinciali e pantomime, lasciando infine il palco verso il 1924. Tra i ruoli durante questo ultimo decennio vi furono Maid Marian in Babes in the Wood al Prince's Theatre di Bradford nel Natale 1919 e Mother Goose al Theatre Royal, Manchester, nel Natale 1920.
Dopo ciò, Ray si trovò a lottare con la depressione e l'abuso di alcol. Nel 1936 soffrì di un esaurimento nervoso e rimase ricoverata per 37 anni all'Holloway Sanatorium di Egham, nel Surrey. Nel 1939 era lì elencata come "invalida". Registrata come signora Eric Loder, almeno una parte della sua lunga permanenza al sanatorio fu felice. Ray continuava a prendersi cura del suo aspetto personale, avendo una predilezione per i vestiti e i cappelli eleganti. Altre Gaiety Girls le fecero visita, tra cui Gertie Millar e Lily Elsie, ma i parenti non la visitarono mai. In seguito il personale dell'ospedale ricordò il suo sorriso contagioso e che le piaceva passeggiare nel vicino villaggio per fare acquisti e giri in macchina. Dopo la sua morte una delle sue infermiere disse che "era una signora molto tranquilla, piccola e ordinata, che non dava alcun segno della bella vita che aveva vissuto".
Ray morì nel 1973 all'Holloway Sanatorium all'età di 90 anni e fu sepolta nel cimitero di Englefield Green. Nel suo testamento lasciò un'eredità pari a 17.441 £. Nel luogo della sua nascita è stata eretta una targa blu.